# Menat
Menat (staroegipčansko mnj.t, arabsko منات) je ime egipčanske boginje Hator in predmeta, tesno povezanega z njo. Menat je bil zelo podoben sistrumu. 
Menat, ki se je s hieroglifih pisal rahlo drugače kot ime boginje, so Hatorine svečenice uporabljale kot klopotec. Pogosto se je nosil kot zaščitni amulet. Nosili so ga celo sveti biki Apisi.
Del menata je bila plošča aegis (grška beseda za ščit), ki se je nosila na prsih. Nanjo so bile pritjene vrvice s perlami. Na drugem koncu je bila pritrjena protiutež, ki je visela v hrbtu uporabnika. Aegis je bil običajno izdelan iz fajanse, uporabljali pa so se tudi drugi, zelo raznoliki materiali, kot sta usnje in bron. Pogosto je bil popisan ali poslikan s podobami božanstev, povezanih s Hator.
Ogrlica naj bi zagotavljala srečo in varovala pred zlimi duhovi. Nosili so jo tudi za zaščito v posmrtnem življenju in se je že od obdobja Ramzesidov (Devetnajsta in Dvajseta dinastija iz zadnjih dveh tretjin Novega kraljestva) pogosto prilagala kot grobni pridatek. Ženske so jo nosile, ker naj bi spodbujala plodnost in dobro zdravje, pri moških pa je pomenila možatost.